# Anton Stingl jun.
Anton Stingl jun. (* 13. Mai 1940 in Freiburg im Breisgau) ist ein deutscher Oberstudienrat i. R., Kirchenmusiker und Musikwissenschaftler mit Schwerpunkt Gregorianische Semiologie.

## Leben und Wirken

### Herkunft und Kindheit
Anton Maria Johannes Stingl wurde am 13. Mai 1940 in Freiburg als ältester Sohn des Freiburger Gitarristen und Gitarrenprofessors Anton Stingl und Charlotte Stingl (geb. Morlock) geboren. Er wuchs mit zwei Schwestern und einem Bruder zunächst in der Hansjakobstraße und dann in der Hammerschmiedstraße in Freiburg-Waldsee auf. Sein Vater kam als Spätheimkehrer erst 1949 aus der Kriegsgefangenschaft aus Russland zurück.

### Ausbildung
Nach der Grundschule besuchte Stingl das humanistische Berthold-Gymnasium in Freiburg. Nach dem Abitur im Jahr 1959 bereitete er sich auf die Aufnahmeprüfung an der Hochschule für Musik Freiburg vor. Anschließend nahm er das Studium der Schul- und Kirchenmusik auf und schloss 1964 an der Staatlichen Hochschule für Musik mit der A-Prüfung ab. 1965 schloss er das Fach Musikwissenschaft ab und im Jahr 1966 machte er den Abschluss in Mathematik an der Universität Freiburg. Da in der Erzdiözese Freiburg zu diesem Zeitpunkt nur drei Stellen für Kirchenmusiker vorhanden waren, ging er in den Schuldienst.
Das erste Tertial der Lehrerausbildung absolvierte er am Max-Planck-Gymnasium in Lahr/Schwarzwald, das zweite am Kepler-Gymnasium in Freiburg und das dritte am Friedrich-Gymnasium, ebenfalls in Freiburg.

### Berufstätigkeit
Seine erste Stelle als Gymnasiallehrer trat er im Jahr 1967 am Windeck-Gymnasium in Bühl/Baden an. Ein Wechsel an das Theodor-Heuss-Gymnasium in Freiburg fand im Jahr 1977 statt. Dort unterrichtete er Mathematik und Musik und leitete Unterstufenchor und Instrumentalgruppe bis 1990. Von 1990 bis 1994 war er Musik- und Mathematiklehrer am Droste-Hülshoff-Gymnasium und bis zu seiner Pensionierung im Jahr 2003 unterrichtete Stingl am Wentzinger-Gymnasium in Freiburg.

### Kirchenmusik
Bereits gegen Ende des Musikstudiums an der Staatlichen Hochschule für Musik in Freiburg war Anton Stingl als Organist und Chorleiter tätig und hatte seither folgende Positionen inne:
- 1963–1965: Tätigkeit als Münsterorganist an Werktagen und bei Hochzeiten am Freiburger Münster
- 1963–1965: Chorleiter und Organist in Bollschweil-St.-Ulrich
- 1966–1967: Chorleiter in St. Blasius, Freiburg-Zähringen
- 1968–1969: Chorleiter in St. Maria, Kehl
- 1970: Organist in St. Peter und Paul in Bühl
- 1971–1977: Organist in St. Maria, Bühl-Kappelwindeck
- 1976–1977: Chorleiter in St. Gallus in Bühl-Altschweier
- 1978–1988: Organist und Chorleiter in St. Peter und Paul, Freiburg-St.-Georgen
- 1989–1992: Organist und Chorleiter in St. Stephan, Freiburg-Munzingen

Seit 1992 ist er als freier Organist in wechselnden Kirchen im Raum Freiburg tätig, seit 2003 regelmäßig und ehrenamtlich in St. Gallus, Merzhausen.

### Gregorianischer Choral
Neben seiner Tätigkeit als Gymnasiallehrer und Organist und Chorleiter gründete Anton Stingl 1988 die Choralschola Breisgau-Hochschwarzwald, welche später in Choralschola Freiburg umbenannt wurde. Von 1994 bis 2006 war er parallel dazu Scholamagister am Freiburger Münster.
Mit der Choralschola Breisgau-Hochschwarzwald bzw. Freiburg gestaltete er in vielen Gemeinden in der Region Breisgau-Hochschwarzwald den Sonntagsgottesdienst und veranstaltete Konzerte.
Seit 2010 ist Stingl Mitglied der Restitutionsgruppe in der deutschen Sektion der Internationalen Gesellschaft für Studien des Gregorianischen Gesangs (AISCGre).

## Veröffentlichungen (Auswahl)

### Buchpublikationen

#### Autor
- Die Konjunktion „et“ als Schlüssel zur Liqueszenz. 1. Auflage. EOS Verlag, Sankt Ottilien 2017, ISBN 978-3-8306-7808-3 (235 S.).
- Alleluia, dulce carmen. Aspekte des gregorianischen Alleluia. 1. Auflage. EOS Verlag, Sankt Ottilien 2018, ISBN 978-3-8306-7931-8 (215 S.).
- Der Oriscus. Eine Neume mit Signalfunktion. 1. Auflage. EOS Verlag, Sankt Ottilien 2022, ISBN 978-3-8306-8135-9 (188 S.).

#### Herausgeber
- Tropen zum Kyrie im Graduale Romanum. 1. Auflage. EOS Verlag, Sankt Ottilien 2011, ISBN 978-3-8306-7468-9.
- Tropen zum Gloria, Sanctus und Agnus Dei im Graduale Romanum. 1. Auflage. EOS Verlag, Sankt Ottilien 2012, ISBN 978-3-8306-7545-7.
- Versus ad communionem. 1. Auflage. EOS Verlag, Sankt Ottilien 2017, ISBN 978-3-8306-7865-6 (201 S.).
- Tropen zum Alleluia im Graduale Romanum. 1. Auflage. EOS Verlag, Sankt Ottilien 2020, ISBN 978-3-8306-8010-9 (152 S.).

### Artikel
- Die Anrede „Domine“ in den Propriumsgesängen des Gregorianischen Chorals. In: Beiträge zur Gregorianik. Band 48, 2009.
- Die Adaptationen des Alleluia „Iustus ut palma“. In: Beiträge zur Gregorianik. Band 52, 2011.
- Das Alleluia „Crastina die“. In: Beiträge zur Gregorianik. Band 53, 2012.
- Die Versionen des Offertoriums „Domine, ad adiuvandum“. In: Beiträge zur Gregorianik. Band 54, 2012.
- Ein „illegaler“ Ton im Responsorium „Collegerunt pontifices“. Probleme der Buchstabennotation bei Guido von Arezzo. In: Beiträge zur Gregorianik. Band 55, 2013.
- Das Alleluia „Dispersit, dedit pauperibus“. Ein Alleluia für den Hl. Hieronymus Ämiliani – Adaptation oder Centonisation? In: Beiträge zur Gregorianik. Band 56, 2013.
- Das Responsum des Graduale „Sacerdotes eius“ (GT 488) als Adaptation des Graduale „Posuisti Domine“ (GT 477). In: Beiträge zur Gregorianik. Band 59/60, 2014.
- Die Melodierekonstruktion des Gallus-Hymnus „Vita sanctorum“: 920 - 1446 - 2014. In: Beiträge zur Gregorianik. Band 59/60, 2014.
- Ein diminutiv liqueszierender Torculus resupinus im ersten Vers des Offertoriums „Ave Maria“. In: Beiträge zur Gregorianik. Band 67, 2019.
- Die rhythmische Bewegung des Pressus maior. In: Beiträge zur Gregorianik. Band 68, 2019.
- Das Offertorium „Felix namque es“. In: Beiträge zur Gregorianik. Band 69, 2020.